# Krasnoarmiejec (obwód swierdłowski)
Krasnoarmiejec (ros. Красноармеец) – osiedle w Rosji, w obwodzie swierdłowskim, w rejonie niżniesiergińskim. W 2021 liczyło 586 mieszkańców.